# San Sebastiano (Mantegna)
San Sebastiano è il soggetto di tre dipinti del maestro rinascimentale italiano, Andrea Mantegna. L'artista padovano visse in un periodo di frequenti epidemie di peste e San Sebastiano, sopravvissuto alla condanna a morte per sagittazione, era considerato un protettore contro questa malattia. Durante la sua lunga permanenza mantovana, Mantegna soggiornò nei pressi della chiesa dedicata a San Sebastiano.

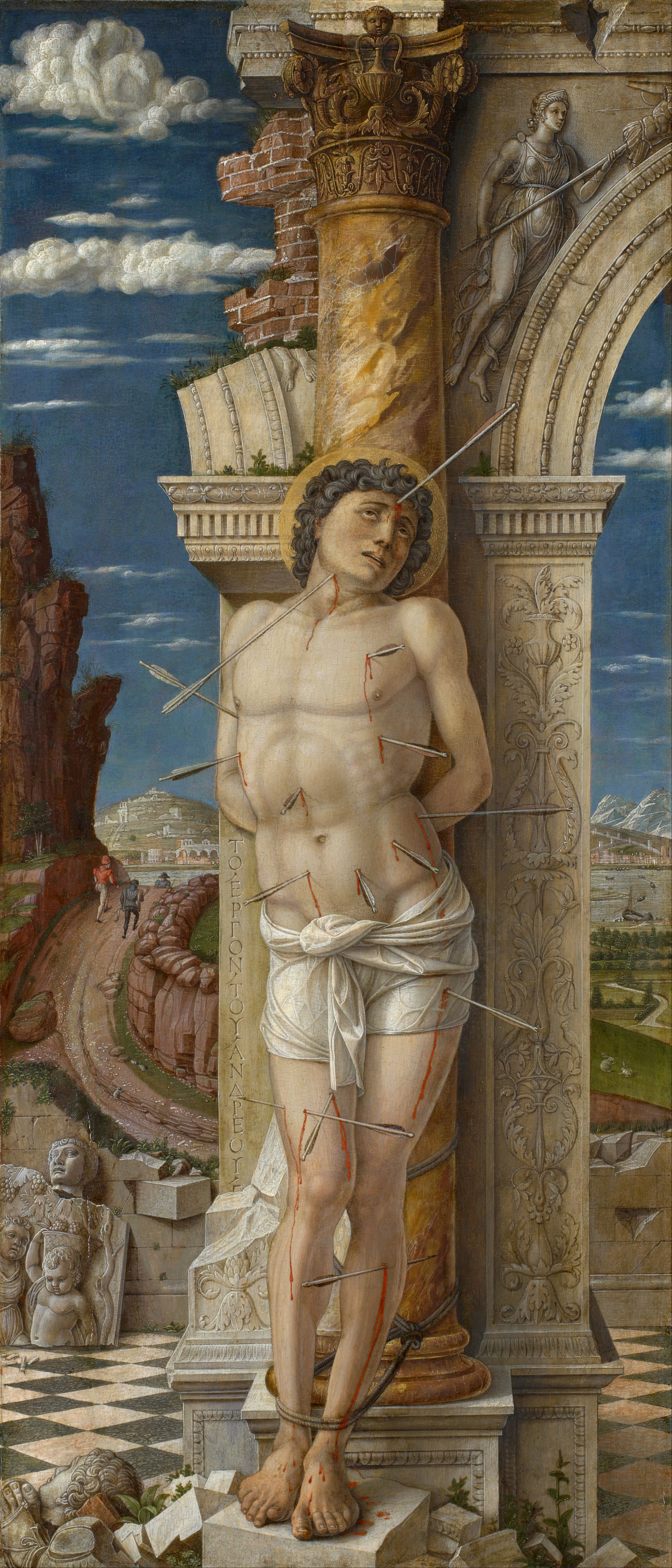
San Sebastiano di Vienna (1456-1459), tavola, Vienna, Kunsthistorisches Museum
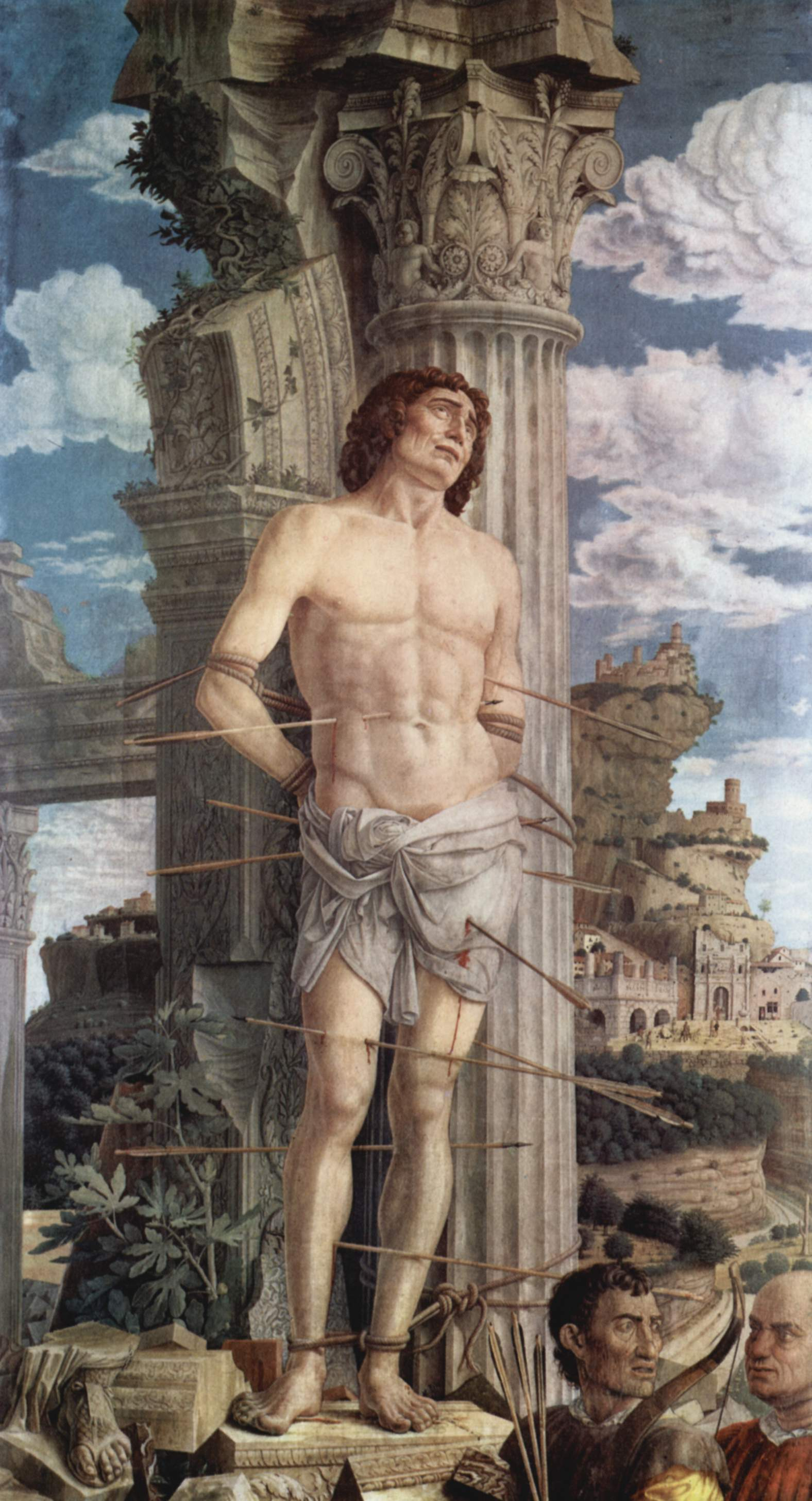
San Sebastiano di Aigueperse (1480), tela, Parigi, Museo del Louvre
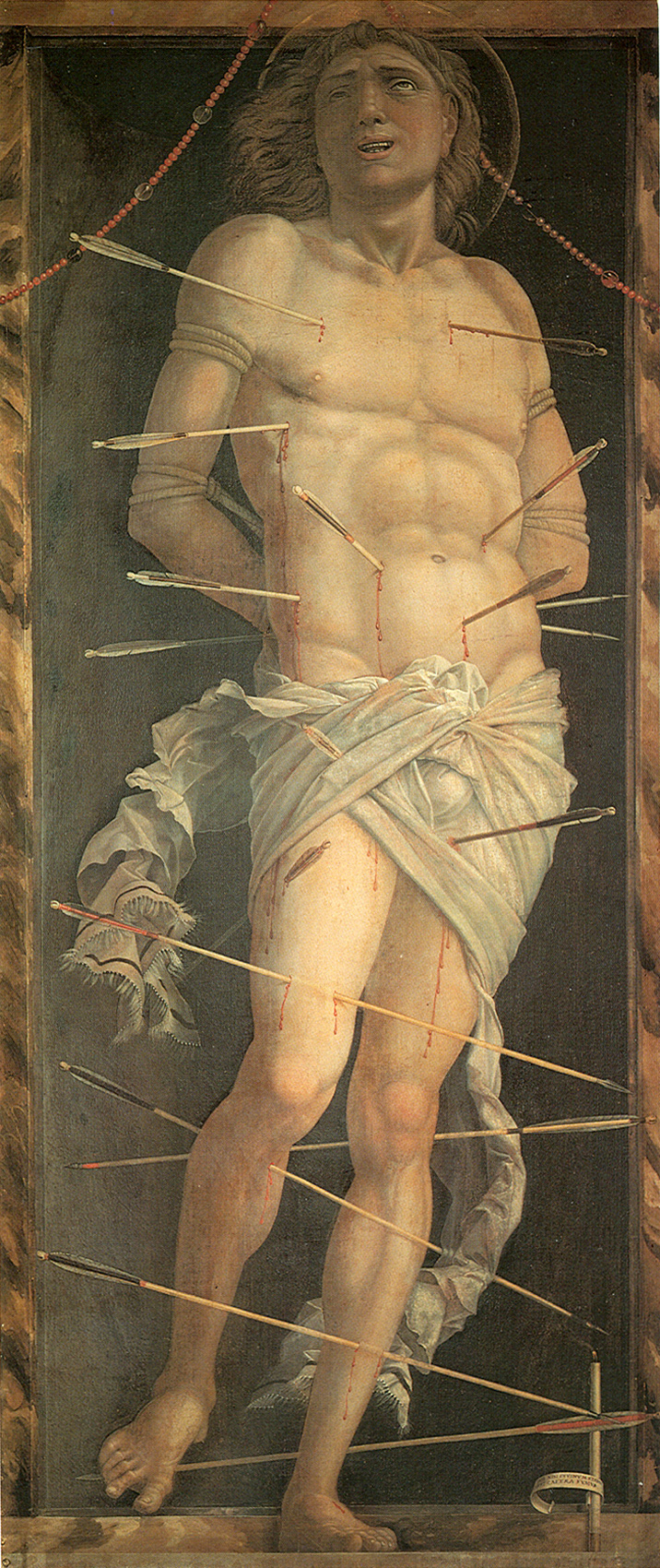
San Sebastiano di Venezia (1490), tavola, Venezia, Ca' d'Oro

## IlSan Sebastianodi Vienna

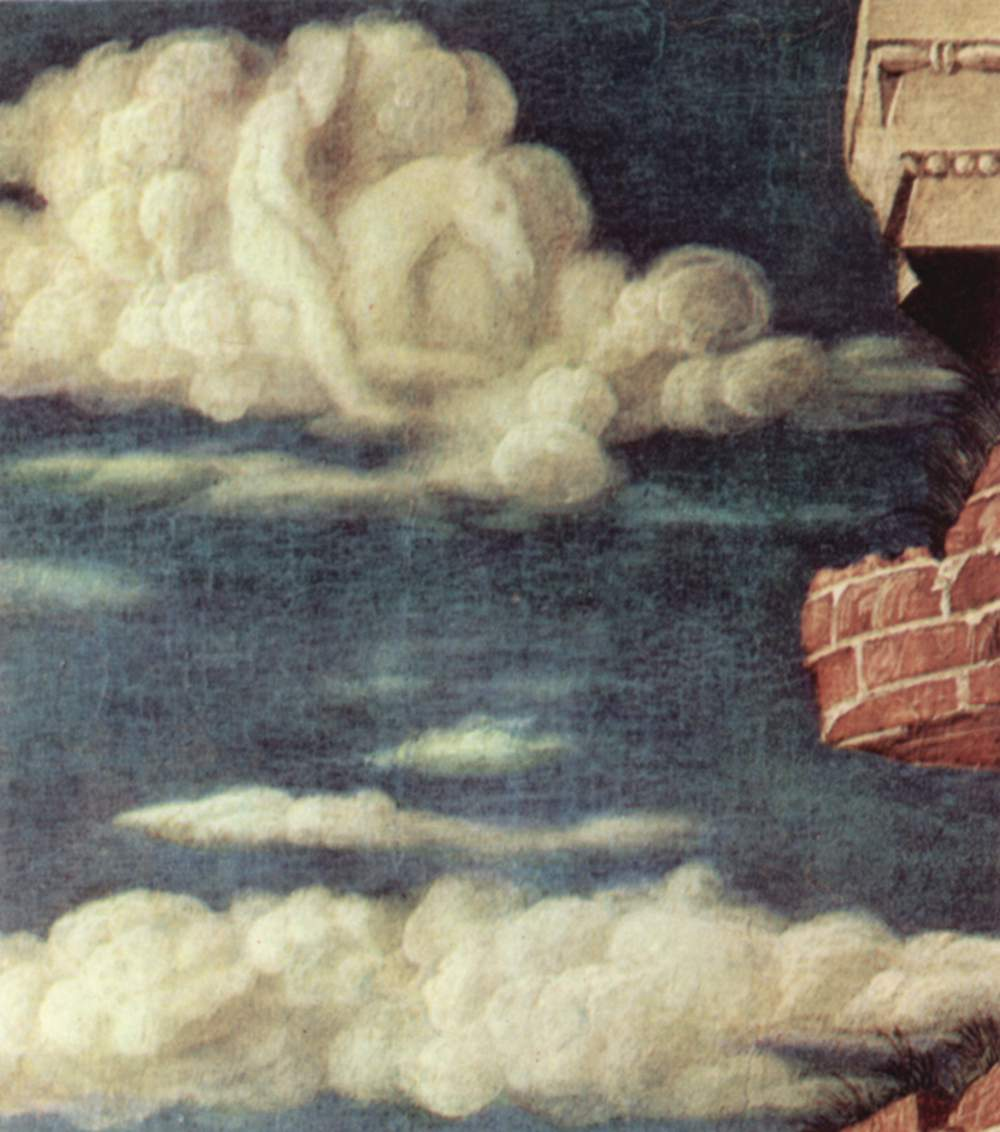
Particolare del cavaliere nella nuvola di San Sebastiano di Vienna.

Si presume che questa immagine sia stata creata dopo che Mantegna sopravvisse alla peste nera a Padova (1456-1457). Probabilmente su commissione del Podestà della città per celebrare la fine dell'epidemia, l’opera fu terminata prima che l'artista partisse per Mantova.
Secondo Eugenio Battisti , il tema è ispirato all'Apocalisse di Giovanni . Un cavaliere è raffigurato tra le nuvole nell'angolo in alto a sinistra. Come specificato nell'opera attribuita a San Giovanni, la nuvola è bianca e il cavaliere impugna una falce per tagliare la nuvola. Il cavaliere potrebbe rappresentare Saturno, il dio greco-romano simbolo, all'epoca, del tempo che passa e di tutto ciò che lascia distrutto dopo di lui.
Al posto della classica figura di Sebastiano legato a un palo nel Campo di Marte, è qui raffigurato contro un arco, che sia un arco trionfale o una porta della città. Nel 1457, il pittore fu attaccato dalla Chiesa per aver dipinto solo otto apostoli nel suo affresco dell'Assunta. In risposta, applicò i principi del Classicismo albertiano nelle sue opere successive, tra cui questo piccolo San Sebastiano, colpito dalla sua stessa nostalgia.
Le caratteristiche principali dello stile Mantegnano sono la purezza della superficie, la precisione "archeologica" della sua riproduzione dei dettagli architettonici e dell'eleganza della postura del martire. La firma del Mantegna è iscritta, in greco, in verticale, alla destra del santo.

## IlSan Sebastianodi Aigueperse

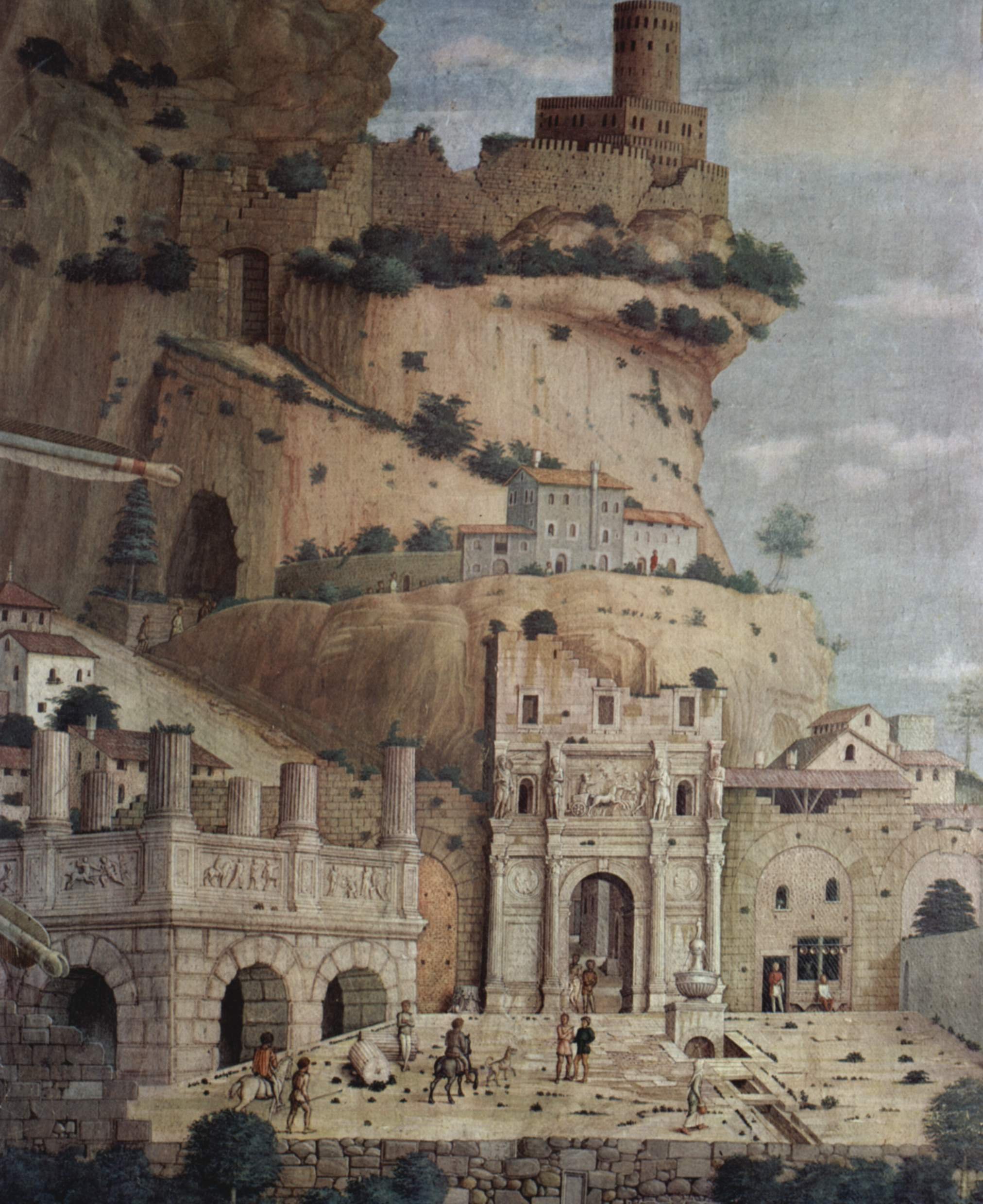
Particolare della città antica

Il San Sebastiano di Aigueperse, oggi al Louvre, è datato intorno al 1478-1480. La sua presenza nella Sainte-Chapelle d' Aigueperse, in Alvernia, si spiega se facesse parte della dote di Claire de Gonzague, figlia di Frédéric I di Mantova, che sposò Gilbert de Montpensier, Delfino d'Alvernia, nel 1481. Fu acquisita dal Louvre nel 1910. L'immagine illustra presumibilmente il tema dell'Atleta di Dio, ispirato a un sermone apocrifo di sant'Agostino.
Il santo, legato ad un antico arco, è osservato da una prospettiva insolitamente bassa, scelta dall'artista per rafforzare l'impressione di solidità e di dominio del soggetto. La testa e gli occhi rivolti al cielo confermano la fermezza di San Sebastiano nella sofferenza del martirio. Ai suoi piedi, i due arcieri creano un contrasto tra l'uomo di fede trascendente e coloro che sono attratti solo dai piaceri profani.
Il busto del santo evoca sculture antiche. È legato ad un'architettura antica dove l'invenzione personale del capitello è autorizzata dal generale rigore del dettaglio. Sarebbe difficile ricostruire l'edificio a cui è annesso il martire, o anche identificare il tipo di edificio a cui si fa riferimento. Il fusto della colonna, il dettaglio decorativo dell'arco, i frammenti scolpiti ai piedi del santo testimoniano la conoscenza dell'arte antica del pittore. Il paesaggio sullo sfondo è quasi una veduta archeologica di un luogo aperto a potenziali scavatori. questo paesaggio « romano » è occupato da figure contemporanee del pittore.
Se il corpo e l'anatomia mostrano la cultura dell'antichità del pittore, il numero e la disposizione delle frecce si avvicinano al tipo "popolare" del santo, per cui il pittore accumula le frecce piantate trasversalmente, tale iconografo evidenziando quello che costituisce l'oggetto devozionale e spesso votivo del dipinto : protezione contro le frecce della peste.
Questo San Sebastiano è particolarmente umanista. E lo sfondo porta tutta una parte del senso umanista : il campo delle rovine è inserito in una città contemporanea, dominata da una fattoria, una rupe e, infine, un villaggio ; la natura umanizzata mostra continuità "umanista" tra l'antico e il presente. Oltre al simbolismo, l'immagine è caratterizzata dalla precisione della rappresentazione delle antiche rovine e dai dettagli realistici come questo fico accanto alla colonna e l'anatomia del santo. Il vocabolario si rinnova: sono presenti grotteschi tradizionali, ma secondari rispetto alle precise corrispondenze delle architetture.
In primo piano un'intera architettura, ma soprattutto un piede scolpito che, nella sua archeologica perfezione, annuncia la rovina del mondo pagano e che corrisponde alla perfezione anatomica del piede vivente. La sensazione della statuaria antica è condensata anche nel busto del santo, quasi privo di qualsiasi freccia. I due carnefici, in abiti contemporanei e molto vicini allo spettatore, costituiscono una nota colorata chiaramente evidenziata e sono investiti da queste mitiche corrispondenze che percorrono l'intera immagine.
A Mantegna convive una doppia intenzione : da un lato, raggiungere un'immagine degna della cultura moderna, dall'altro, preservarne l'attualità emotiva, la sua tradizionale funzione devozionale. Egli realizza una sintesi creativa tra queste due direzioni di invenzione pittorica e pone le basi per il futuro « cultura figurativa »: nel paesaggio di fondo, il campo degli scavi è dominato da un podere, poi da un castello fortificato. Questo paesaggio presenta la continuità tra il mondo antico e il mondo cristiano moderno.
Antiche rovine sono una classica cornice per i dipinti del Mantegna. Il ripido sentiero, le ghiaie e le grotte si riferiscono alla difficoltà di raggiungere la Gerusalemme Celeste, la città murata in cima al monte, nell'angolo in alto a destra dell'immagine, descritta nel capitolo 21 dell'Apocalisse di San Giovanni.

## IlSan Sebastianodi Venezia

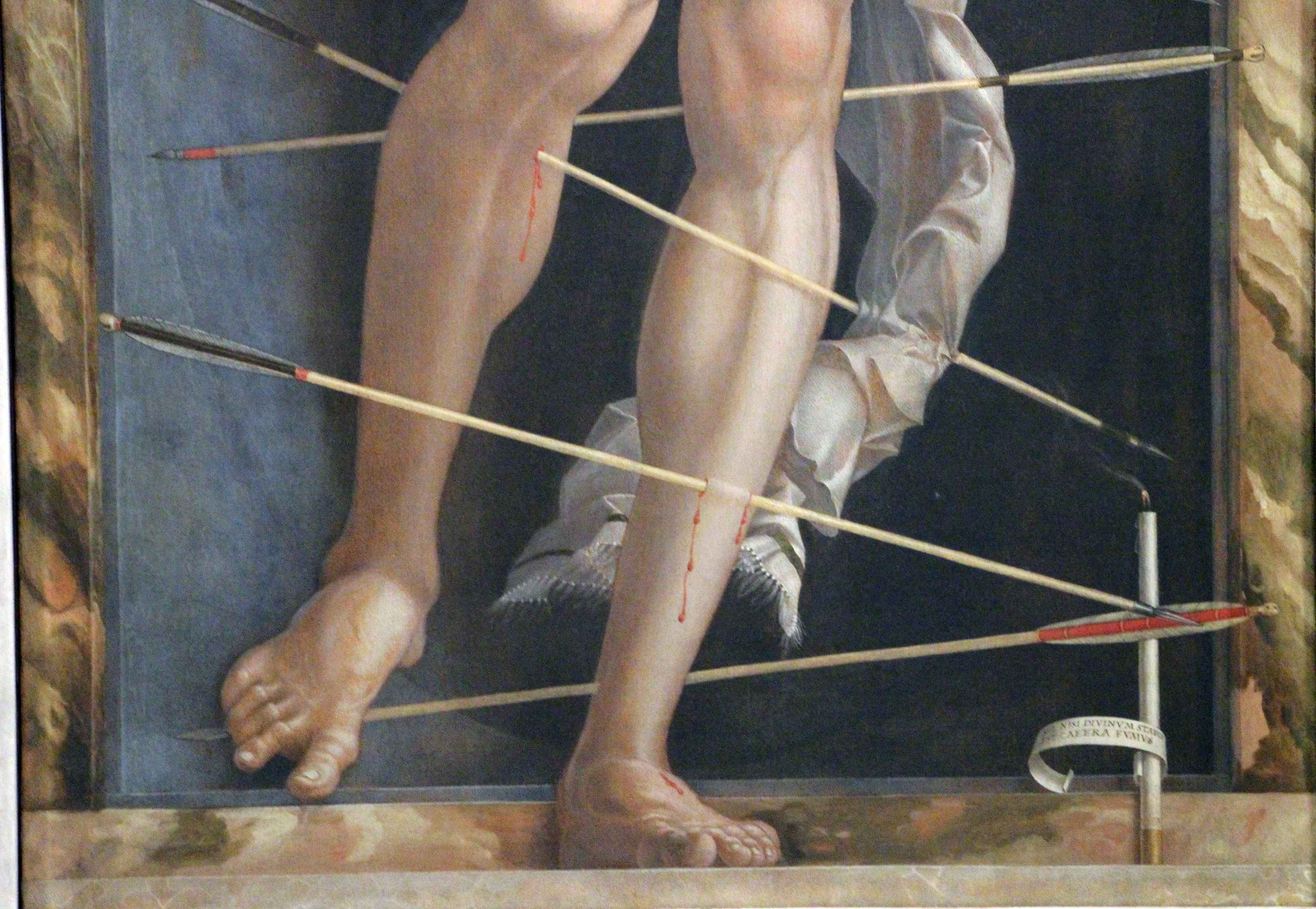
Base per tavolo, dettaglio candela.

Il terzo San Sebastiano del Mantegna fu dipinto molto più tardi, dopo il 1491 (secondo le ultime ricerche, dopo il 1500), poiché commissionato da Sigismondo Gonzaga. L'opera appartenne poi al cardinale Pietro Bembo.
È molto diverso dalle composizioni precedenti e denota un marcato pessimismo. La rappresentazione del santo torturato si staglia su uno sfondo marrone, scuro e neutro. L'artista spiega le sue intenzioni nello stendardo avvolto intorno alla candela spenta, nell'angolo in basso a destra della composizione. È scritto in latino: Nil nisi divinum stabile est caetera fumus ("Niente è permanente se non divino. Il resto è solo fumo"). Il fatto che il tema della caducità della vita non sia generalmente associato alle immagini di San Sebastiano sembra giustificare la necessità di tale iscrizione.
La lettera M formata dalle frecce incrociate sulle gambe del martire potrebbe significare Morto o Mantegna .